# Associazione Calcio Prato 1955-1956
Questa voce raccoglie le informazioni riguardanti l'Associazione Calcio Prato nelle competizioni ufficiali della stagione 1955-1956.

## Rosa
| N. |                   | Ruolo | Calciatore          |
| -- | ----------------- | ----- | ------------------- |
|    | Italia (bandiera) | D     | Ettore Arlotti      |
|    | Italia (bandiera) | P     | Giuseppe Berni      |
|    | Italia (bandiera) | C     | Francesco Bizzai    |
|    | Italia (bandiera) | A     | Giancarlo Bolognesi |
|    | Italia (bandiera) | P     | Renzo Brazzini      |
|    | Italia (bandiera) | C     | Giuseppe Catalani   |
|    | Italia (bandiera) | D     | Luigi Coeli         |
|    | Italia (bandiera) | A     | Natale Colla        |
|    | Italia (bandiera) | C     | Giovanni Fabris     |
|    | Italia (bandiera) | C     | Velio Freschi       |
|    | Italia (bandiera) | D     | Attilio Gelli       |

| N. |                   | Ruolo | Calciatore        |
| -- | ----------------- | ----- | ----------------- |
|    | Italia (bandiera) | C     | Mario Lenci       |
|    | Italia (bandiera) | A     | Enrico Loranzi    |
|    | Italia (bandiera) | A     | Alceo Luna        |
|    | Italia (bandiera) | C     | Riccardo Moradei  |
|    | Italia (bandiera) | C     | Aldo Perni        |
|    | Italia (bandiera) | A     | Franco Rossi      |
|    | Italia (bandiera) | A     | Sandro Tangadelli |
|    | Italia (bandiera) | D     | Renato Targioni   |
|    | Italia (bandiera) | C     | Raul Tassinari    |
|    | Italia (bandiera) | C     | Paolo Tosi        |
|    | Italia (bandiera) | C     | Mario Verdolini   |